# Walter Pichler
Pour les articles homonymes, voir Pichler.
Walter Georg Pichler, né le 23 octobre 1959 à Bad Reichenhall, est un biathlète allemand.

## Biographie
Chez les juniors, il est champion du monde de relais en 1980.
En 1981-1982, il monte sur un podium sur l'individuel de Coupe du monde à Egg am Etzel.
Il remporte la médaille de bronze du relais aux Jeux olympiques d'hiver de 1984 à Sarajevo, ainsi qu'aux Championnats du monde 1985. En 1986, il devient champion national de sprint.
Après sa retraite sportive, il devient entraîneur de biathlon, s'occupant notamment de l'équipe américaine.
Son cousin Wolfgang Pichler est aussi un entraîneur de biathlon.

## Palmarès

### Jeux olympiques d'hiver
| Épreuve / Édition | Individuel | Sprint | Relais                              |
| ----------------- | ---------- | ------ | ----------------------------------- |
| JO 1984 Sarajevo  | -          | 16e    | Médaille de bronze, Jeux olympiques |

### Championnats du monde
- Championnats du monde 1985 à Ruhpolding :
  -  Médaille de bronze au relais.

### Coupe du monde
- 1 podium individuel : 1 deuxième place.